# Aida (nome)
Aida  è un nome proprio di persona italiano femminile.

## Varianti
- Femminili: Aide
  - Alterati: Aiduccia
  - Ipocoristici: Ida
- Maschili: Aido

### Varianti in altre lingue
- Arabo: عائدة (Ayda, Aida)[1]
- Inglese: Aida
- Spagnolo: Aída

## Origine e diffusione
Si tratta di un adattamento del nome arabo عائدة (Ayda) che significa "che ritorna", "visitatrice". Analogamente al nome Radames, Aida deve la sua popolarità all'opera omonima di Giuseppe Verdi, l'Aida, grazie alla quale conobbe massiccia diffusione alla fine del 1800. Si contano sporadici usi del nome prima del 1871 (data della prima rappresentazione dell'Aida), che però erano probabilmente varianti di Ada.
Sono comunque diffuse svariate altre interpretazioni del nome: alcune fonti lo ricollegano al nome turco di una città dell'Anatolia, Aydın, altre al greco aidès, "invisibile", altre infine al nome Aidano (di cui può, in ben rari casi, rappresentare un ipocoristico femminile).

## Onomastico
Il nome è adespota, cioè non è portato da alcuna santa, e l'onomastico ricade il 1º novembre, giorno di Ognissanti.

## Persone

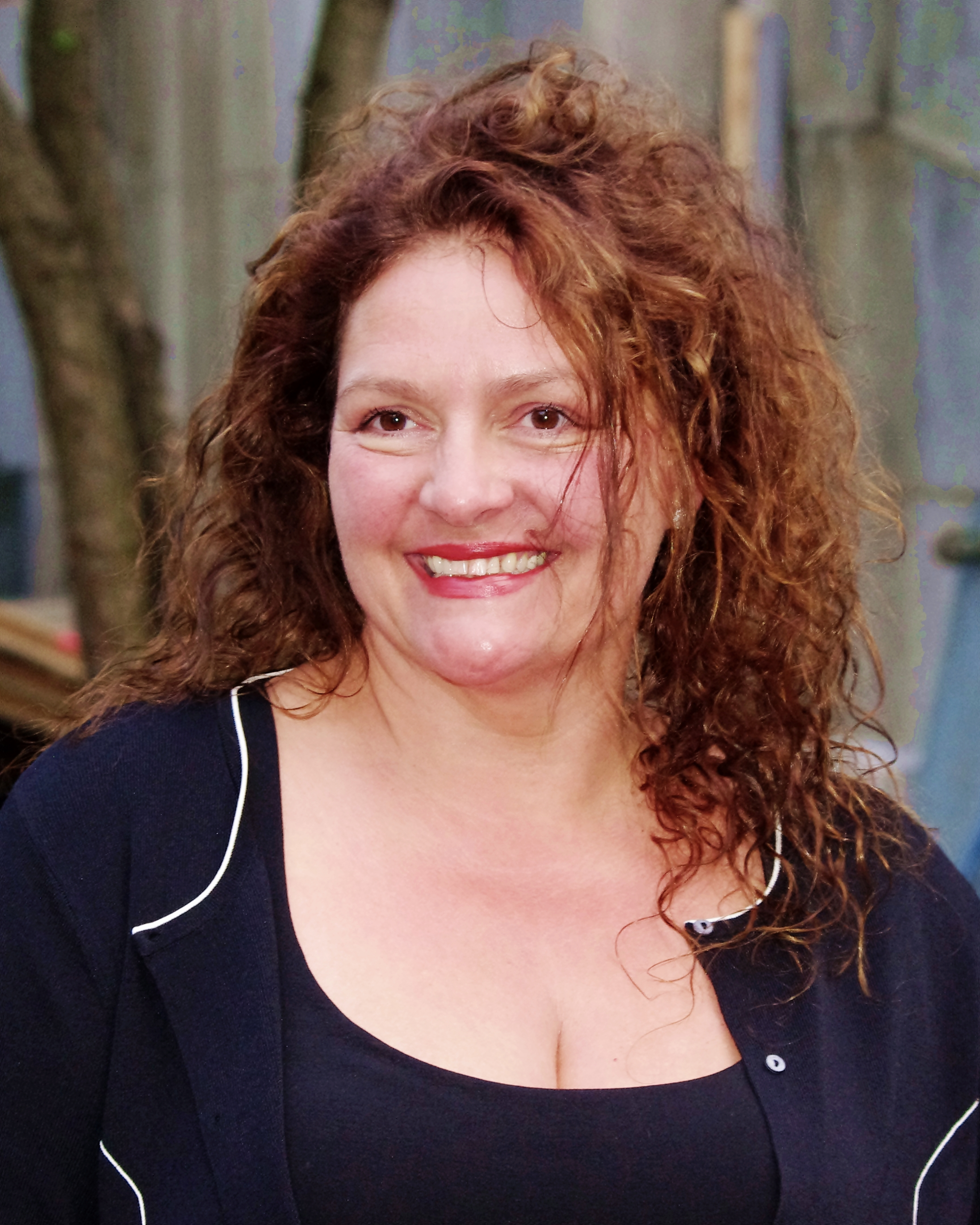
Aida Turturro

- Aida Bella, pattinatrice di short track polacca
- Aida Cooper, cantante italiana
- Aida Mohamed, schermitrice ungherese
- Aida Šanaeva, schermitrice russa
- Aida Satta Flores, cantautrice italiana
- Aida Turturro, attrice statunitense

### Variante Aída
- Aída Romàn, arciera messicana

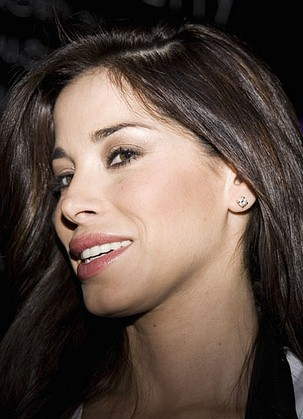
Aída Yéspica

- Aída Yéspica, modella, showgirl e attrice venezuelana

### Variante Ayda
- Ayda Field, attrice statunitense

## Il nome nelle arti
- Aida è la protagonista dell'omonima opera di Giuseppe Verdi andata in scena per la prima volta nel 1871 al Cairo.
- Aida è un personaggio del film omonimo del 1911, diretto da Oscar Apfel e J. Searle Dawley.
- Aida è un personaggio del film del 2001 Aida degli alberi, diretto da Guido Manuli.
- Aida Testa è un personaggio della soap opera Un posto al sole.
- Aida è una celebre canzone del 1977 del cantautore Rino Gaetano, contenuta nell'album omonimo.